# Karin Sakrowski

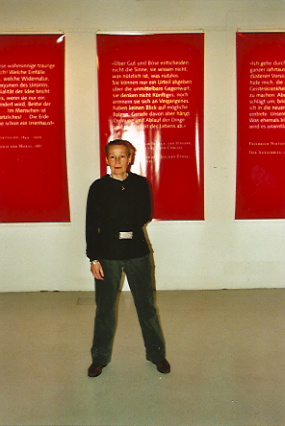
Porträt

Karin Sakrowski, geborene Kaufer (* 17. Juli 1942 in Berlin) ist eine deutsche Künstlerin. Sie arbeitet mit der Malerei, Grafik, Zeichnung, Installation, Objektkunst, Skulptur und Performance.

## Leben
Karin Sakrowski absolvierte ab 1959 eine Lehre als Physiklaborantin und arbeitete bis 1966 in ihrem Beruf in der Deutschen Akademie der Wissenschaften zu Berlin. Ab 1963 unternahm sie erste bildnerische Versuche. Von 1968 bis 1970 machte sie an der Kunsthochschule Berlin-Weißensee ein Abendstudium. Von 1971 bis 1976 studierte sie an der Kunsthochschule Berlin-Weißensee Malerei und Grafik bei Günther Brendel, Fritz Dähn, Frank Glaser und Gerenot Richter. Seitdem ist sie in Berlin freiberuflich tätig. Neben ihrer künstlerischen Tätigkeit leitete sie von 1979 bis 1976 einen volkskünstlerischen Zirkel, und von 1982 bis 1986 nahm sie eine Lehrtätigkeit in der Begabtenförderung wahr. Karin Sakrowski war bis 1990 Mitglied des Verbands Bildender Künstler der DDR und seit 1979 an zahlreichen Ausstellungen im In- und Ausland beteiligt, u. a. 1984 und 1986 an der British International Print Biennale in Bradford und 1988 an der Holzschnitt-Biennale in Banská Bystrica.
1982 unternahm sie eine Studienreise nach Spanien.
In der Auseinandersetzung mit der Teilung Berlins bezeichnet sie sich selbst seit 1986 als „Berliner Malerin“. 

## Werkbeispiel
- Lebensstationen der Schauspielerin Lotte Loebinger (1986/87, Öl; Kunstarchiv Beeskow)

## Einzelausstellungen (unvollständig)
- 1979: Galerie Mitte, Berlin
- 1981: Kleine Humboldt Galerie, Berlin
- 1982: Galerie im Alten Museum, Berlin
- 1984: Prignitz-Museum, Havelberg
- 1986: Zentrum Bildende Kunst Neubrandenburg
- 1987: Galerie am Prater, Berlin
- 1988: Kleine Galerie Pankow, Berlin
- 1989: Galerie Tannert, Berlin
- 1992: Galerie M, Berlin ("Bilderhaus"; Malerei und Skulptur)
- 1994: Galerie Pohl, Berlin
- 1995: Galerie Mitte, Berlin (Holzschnitte)
- 1999: Studio Bildende Kunst, Berlin
- 2000: Kleine Galerie, Ilmenau
- 2002: Galerie M, Berlin
- 2004:  Museum Junge Kunst, Frankfurt (Oder)
- 2012: Galerie Pankow, Berlin[1]
- 2017: Galerie Budissin, Bautzen